# Kartaly
Kartaly (rusky Карталы) jsou město v Čeljabinské oblasti v Ruské federaci. Při sčítání lidu v roce 2010 měly přes devětadvacet tisíc obyvatel.

## Poloha a doprava
Kartaly leží na západním okraji Západosibiřské roviny východně od Jižního Uralu v povodí Tobolu, levého přítoku Irtyše. Od Čeljabinsku, správního střediska oblasti, jsou Kartaly vzdáleny přibližně 260 kilometrů jihozápadně.
Kartaly jsou železničním uzlem – křižuje se zde trať z Čeljabinsku přes Troick do Orsku s tratí z Ufy přes Magnitogorsk ke kazašsko-ruské státní hranici.

## Dějiny
Osídlení zde vzniklo v roce 1810 a bylo pojmenováno podle místní říčky, jejíž název je turkického původu. Během první světové války bylo započato s výstavbou zdejšího úseku trati z Čeljabinsku do Orsku. Když pak práce přerušila revoluce v roce 1917, byly Kartaly dočasně konečnou stanicí této trati (dokončena byla až v roce 1930).
V roce 1933 se staly Kartaly sídlem městského typu. Jejich význam dále vzrostl s výstavbou trati směrem do Kazachstánu, jejíž úsek do Akmolinsku byl zprovozněn v roce 1943, a v roce 1944 byly Kartaly povýšeny na město.